# Preparandija
Preparandija (njem. Präparandschule od lat. praeparandus: koji se treba unaprijed spremiti i njem. Schule: škola), pripremna škola; učiteljska škola, škola za učitelje u osnovnim školama.
Preparandist (ž. preparandistica, preparandistkinja), učenik preparandije; polaznik preparandije, učenik učiteljske škole. Također preparand, učiteljski pripravnik, onaj koji se sprema za učitelja, tj. đak učiteljske škole, preparandist.